# Kasjtjejs död

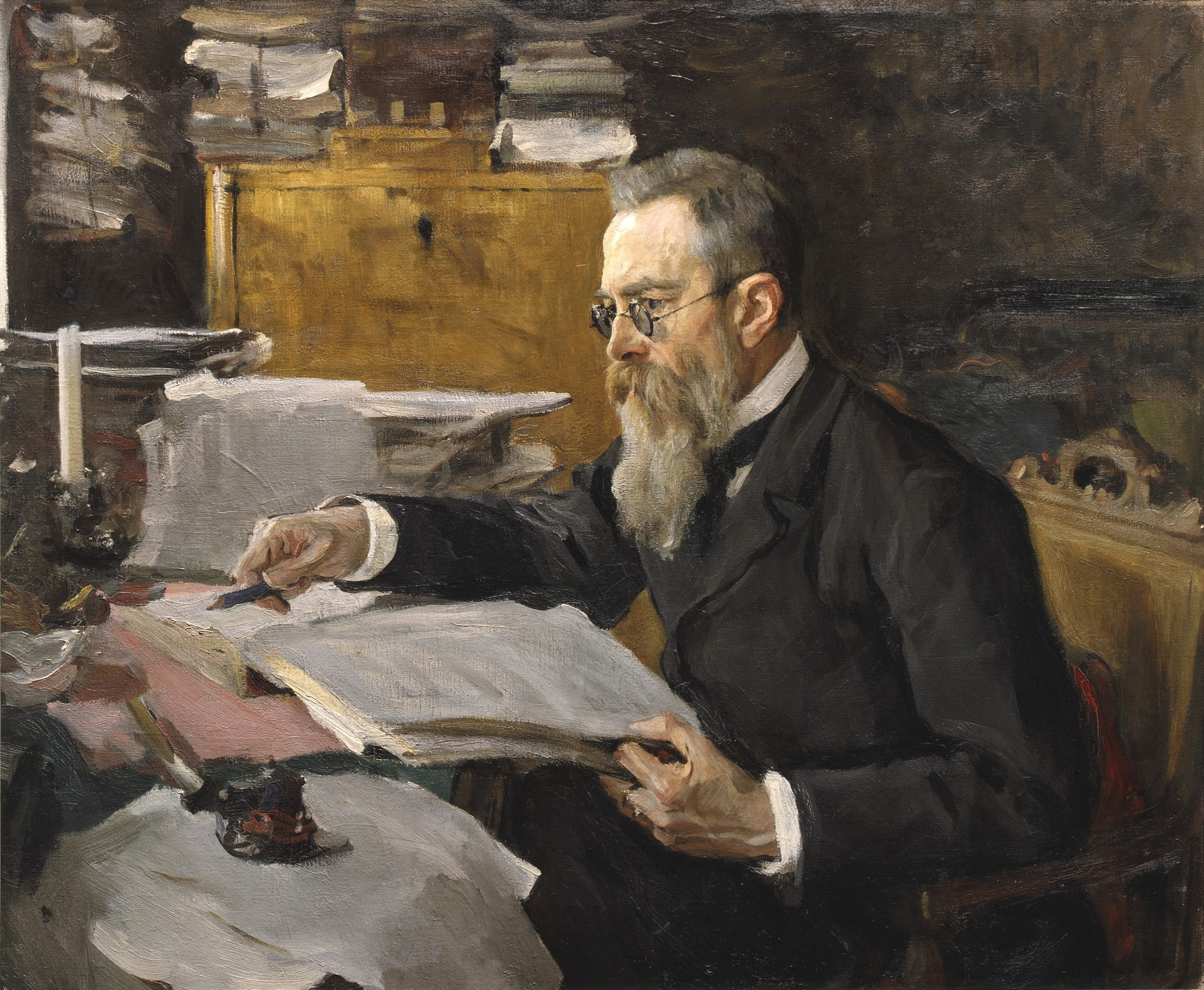
Nikolaj Rimskij-Korsakov målad av Valentin Serov 1898.

Kasjtjejs död (Ryska: Кащей бессмертный, Kashchey bessmertnïy) är en opera i en akt (tre scener) med musik av Nikolaj Rimskij-Korsakov. Librettot skrevs av tonsättaren och hans dotter Sofia och bygger på den ryska mytologiska sagan om den elaka trollkarlen Kosjtjej.

## Historia
Operan hade premiär den 25 december 1902 på Solodovnikovteatern i Moskva och dirigent var Michail Ippolitov-Ivanov. Vid premiären spelades även Pjotr Tjajkovskij enaktsopera Jolanta, om vilken Rimskij-Korsakov en gång kallat "Tjajkovskijs svagaste verk". De båda verken går dock väl ihop då bägge handlar om strävan från mörker till ljus.
Svensk premiär den 25 april 1930 på Kungliga Operan i Stockholm där den spelades fyra gånger.

## Personer

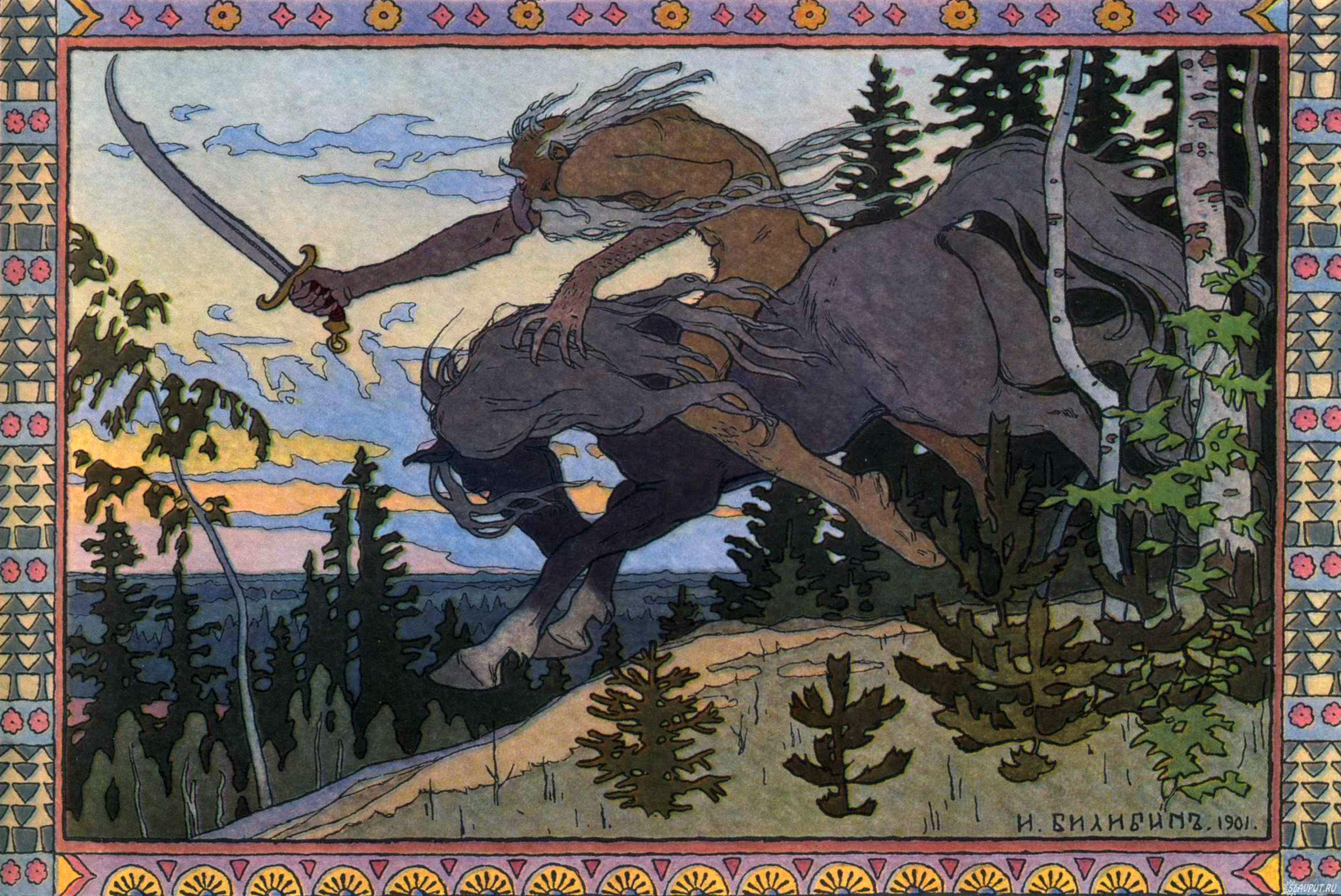
Kasjtjej målad av Ivan Bilibin.

- Kasjtjej den odödlige (tenor)
- Kasjtjejs dotter (mezzosopran)
- Prinsessan Tusensköna (sopran)
- Den ädle prins Ivan (baryton)
- Riddare Stormvind, bogatyr (bas)

## Handling
Prinsessan Tusensköna är förlovad med prins Ivan men hon hålls fången av den elaka Kasjtjej. I sin jakt på prinsessan hamnar Ivan hos Kasjtjejs dotter i hennes magiska trädgård. Hon planerar att förgifta honom medan han ännu tjusas av vad han ser. Men hon tvekar inför hans skönhet och då hinner riddare Stormvind komma till prinsens räddning. Riddaren orsakar en storm som bryter förtrollningen och som för dem alla till Kasjtjejs område. Prinsessan Tusensköna har lyckats söva Kasjtjej med en vaggsång men hans dotter förhindrar prinsens räddning av prinsessan. Prinsessan ömkar trollkarlens dotter och kysser henne. Dottern förvandlas då till en tårpil varpå Kasjtjej själv dör av sorg. Riddare Stormvind öppnar upp porten och de älskande går tillsammans ut i den varma vårsolen.